# Nucras boulengeri
Nucras boulengeri là một loài thằn lằn trong họ Lacertidae. Loài này được Neumann mô tả khoa học đầu tiên năm 1900.